# 공익법무관
법무부 법무관인 공익법무관(公益法務官, 영어: Public-service Advocate)은 법학전문대학원(로스쿨)을 졸업한 자 중 만 30세가 되는 해까지 변호사의 자격을 취득한 병역 미필자를 대상으로 한 대체복무제도로, 보충역의 한 종류이다. 법적 신분은 법무부 소속 5급 전문직 공무원이다. 2024년 기준 전국에 약 150명 정도가 존재하는 소수집단이다.

## 정의
공익법무관 제도란 변호사의 자격이 있는 사람으로서 현역 법무행정사관(군법무관)의 인원 중 공익법무관 신청을 받아 심사를 통해 선발한 사람을 보충역에 편입시켜 법률 구조 업무 또는 국가 소송 업무에 3년간 종사 후 복무를 마친 것으로 보는 대체복무제도이다.
만 30세가 되는 해까지 변호사 자격증을 취득한 자들 중에 성적 등 서류심사를 통하여 선발하고, 법적 신분은 법무부 소속 전문직 5급 공무원이다.
4주간 기초군사훈련 및 3주간 법무연수원 교육과정은 복무기간에 산입하지 않는다. 군대 계급은 육군 대위이나, 국방부 소속이 아니라 법무부 소속 공무원이고, 공무원 5급 대우를 받는다.
주요 근무처는 법무부, 고등검찰청, 지방검찰청, 대한법률구조공단 등이다. 주로 국가소송(대한민국을 피고로 하는 소송에서 대한민국을 대리), 행정소송지휘, 기초수급자 등의 소송대리, 형사국선변호사, 성범죄, 범죄피해자 업무 등을 담당한다.
군법무관 또는 공익법무관 출신 대법관 또는 검찰총장의 비율이 비교적 많은 편이다. 이는 만 30세 이하의 젊은 나이에 법조계 진출한 사람들이 법무관으로 구성되기 때문에 나타나는 현상이다.
로스쿨제도 도입이후부터는 군법무관에 비하여 공익법무관의 인기가 높다.
법무관 경력은 법조경력으로 전부 산입을 받고, 법무관 경력은 대형로펌, 판검사 등 진로에 유리하다.

## 편입 대상
- 만 30세가 되는 해까지 변호사 자격을 취득한 사람 중 다음의 어느 하나에 해당하는 사람.
- 1. 현역병입영대상자인 판사·검사 또는 변호사 자격이 있는 사람으로서 법무분야의 현역 장교 병적 편입을 지원한 사람 중 그 편입신청을 하지 아니한 사람.
- 2. 법무사관 후보생의 병적에 편입된 사람으로서 법무분야 현역장교의 병적에 편입신청 하지 아니한 사람.
- 3. 변호사의 자격이 있는 보충역 소집 대상자인 사람.

## 연혁
- 모든 보충역의 대체복무, 즉 예술체육요원, 전문연구요원, 전문봉사요원(공중보건의사, 징병전담의사, 공중방역수의사, 공익법무관)의 존치여부가 늦어도 2022년 이후에는 보충역이 폐지되어, 병역 구분이 현역과 제2국민역으로 2원화 된다. (그 외로는 '병역면제')